# Enkele Wiericke
De Enkele Wiericke is een bijna acht kilometer lang kanaal gegraven in 1364 om het overtollig water van de Oude Rijn te kunnen lozen op de Hollandse IJssel. Het kanaal werd gegraven in opdracht van het Groot-Waterschap van Woerden.
De Enkele Wiericke loopt van Fort Wierickerschans tot tegenover het klooster Sint-Gabriël in Haastrecht. Parallel aan de Enkele Wiericke loopt de Dubbele Wiericke. Beide kanalen begrenzen de polder Lange Weide. Tezamen maken ze deel uit van de oude Hollandsche Waterlinie.

## Geschiedenis
De origine van de Enkele Wiericke is terug te voeren op het oorspronkelijke riviertje 'De Wiericksloot' dat vanaf 1226 zorgde voor de natuurlijke afwatering van de Zuidzijderpolder op de Oude Rijn. Nadat de Hollandse IJssel aan het eind van de 13e eeuw werd afgedamd bij Vreeswijk ontstond de mogelijkheid om bij laag water af te wateren op de IJssel. Veel polders ten noorden van de IJssel wijzigden hun afwatering van de Oude Rijn naar de Hollandsche IJssel. In dat kader werd in 1364 de 'Wiericksloot' in zuidelijke richting doorgetrokken naar een nieuwe sluis in de Steinsedijk, die is genoemd naar Arnold van Steyn, de lokale landsheer van ± 1300 tot 1329.
In 1672 werd op last van Willem III van Oranje langs de westoever van de Enkele Wiericke de Prinsendijk opgeworpen om het inundatiewater uit de bovenloop van de rivieren te keren en te verzamelen in de Lange Ruige Weide, het gebied tussen de Dubbele en de Enkele Wiericke. Hier is de Hollandse Waterlinie het smalst, zo'n 1500 meter. Op de Prinsendijk staan nog een aantal historische hardstenen kilometerpaaltjes. Ze zijn in slechte staat. Halverwege de Prinsendijk staat de Oukoopse Molen, een wipwatermolen die waarschijnlijk dateert uit het eind van de 17e eeuw.

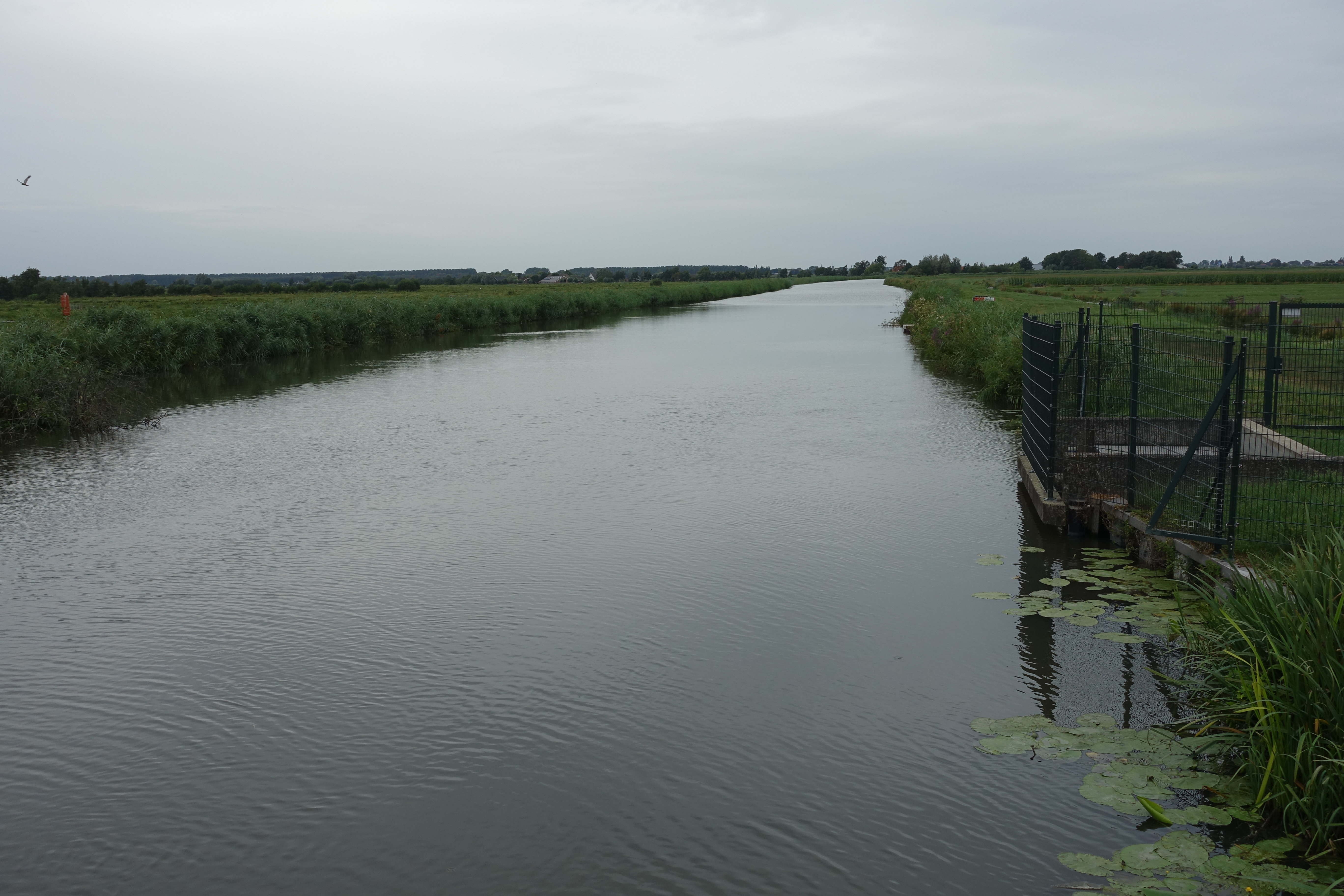
Zicht op de Enkele Wiericke vanaf het Wierikepad

De Enkele Wiericke ligt in de eenentwintigste eeuw op de grens van twee waterschappen. De westelijke waterkering (de Prinsendijk) wordt beheerd door het Hoogheemraadschap van Rijnland en de oostelijke kade door het Hoogheemraadschap De Stichtse Rijnlanden. Laatstgenoemde waterschap heeft tussen 2013 en 2017 een meerjarig kadeverbeteringsproject uitgevoerd, waarbij de oostelijke kade wordt opgehoogd en natuurvriendelijker gemaakt. Tevens is het kanaal uitgebaggerd en is er een nieuwe sloot aan de oostzijde neergelegd, die ervoor dient om extra water te kunnen bergen. In de oostelijke dijk is een houten schot aangebracht, om te voorkomen dat muskusratten een gangenstelsel door de dijk gaan graven. Bij het gemaal Lange Weide, dat water naar de Wiericke oppompt is een sluisvispassage aangelegd.

## Wierickewachter

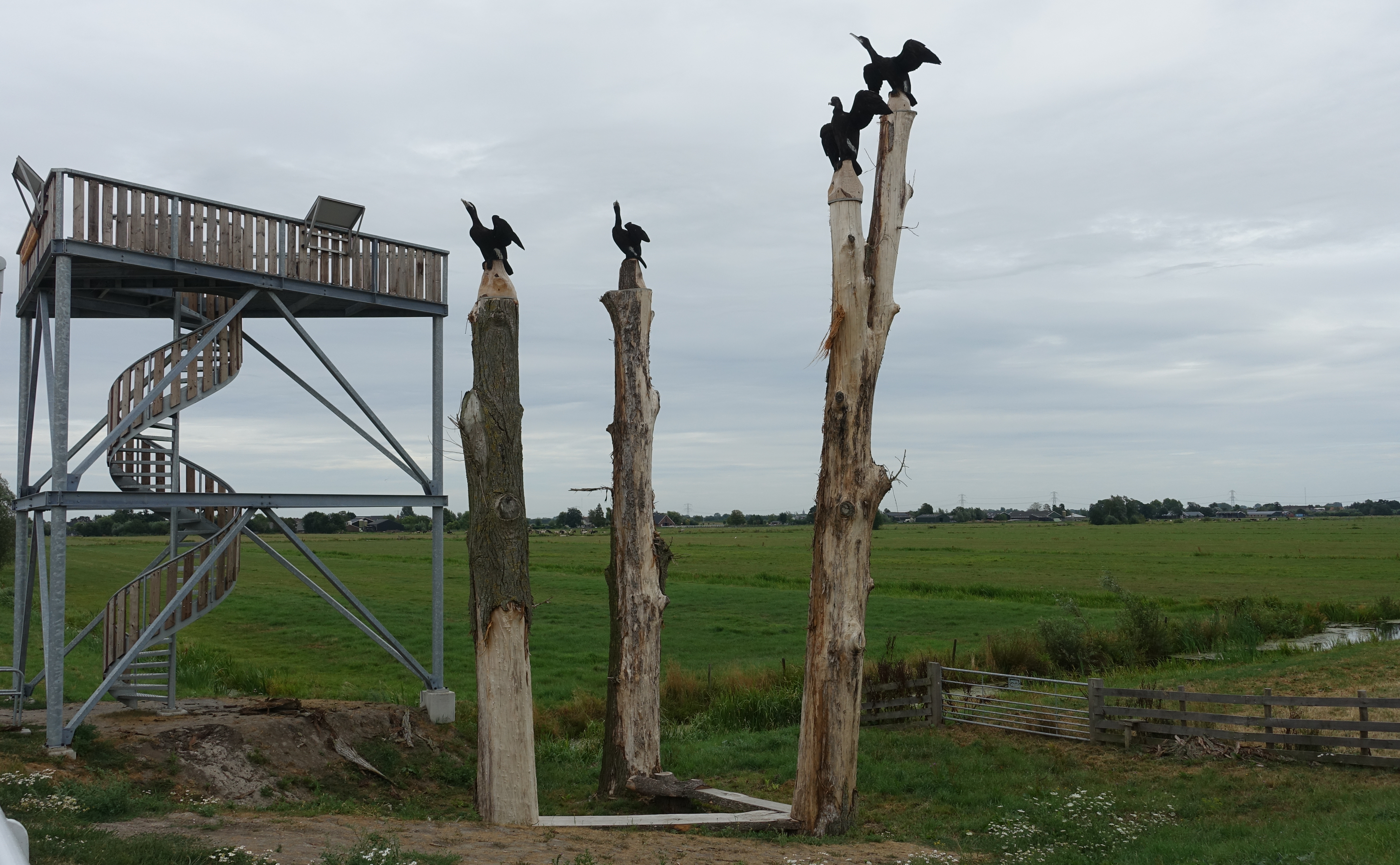
Uitzichttoren Wierickewachter

Ter gelegenheid van de afronding van het verbeteringsproject is langs de Enkele Wiericke ter hoogte van het Wierickepad en gemaal Lange Weide een uitkijktoren geplaatst met de naam Wierickewachter. Naast de toren staan 3 oude boomstronken, met bovenop beelden van aalscholvers. De toren is door het waterschap geschonken aan de gemeente Bodegraven-Reeuwijk.

## Wandelroute
Over de westkade van de Enkele Wiericke (de Prinsendijk) loopt een wandelpad dat onderdeel is van de Wierickeroute. De snelweg A12 gaat met een brug over de Enkele Wiericke heen. Voor wandelaars is het mogelijk ook daar de A12 te passeren.